# Вадильо, Альваро
А́льваро Вади́льо Сифуэ́нтес (исп. Álvaro Vadillo Cifuentes; 12 сентября 1994, Пуэрто-Реаль) — испанский футболист, вингер испанского клуба «Расинг».

## Клубная карьера
Альваро — воспитанник системы «Реал Бетиса». Он выступал за все детские и юношеские команды клуба. В сезоне 2011/12 молодой игрок стал регулярно выступать за «Реал Бетис Б», а также дебютировал за главную команду 28 августа 2011 года в матче с «Гранадой» в возрасте 16 лет 11 месяцев и 16 дней. 15 октября 2011 года в матче против мадридского «Реала» он получил травму крестообразных связок и выбыл на полгода. В связи с заинтересованностью в нём «Манчестер Юнайтед» и «Милана» Альваро записался на курсы английского языка, чтобы избежать возможные языковые проблемы в случае перехода в зарубежный клуб.

## Карьера в сборной
Альваро играл в сборных Испании до 17 и до 20 лет. За сборную до 17 лет он провёл семь игр, а за сборную до 20 лет пять встреч и забил один мяч.